# Corymorpha macrobulbus
Corymorpha macrobulbus is een hydroïdpoliep uit de familie Corymorphidae. De poliep komt uit het geslacht Corymorpha. Corymorpha macrobulbus werd in 2003 voor het eerst wetenschappelijk beschreven door Xu & Huang. 